# 北海道教育大学岩見沢校サッカー部
北海道教育大学岩見沢校サッカー部（ほっかいどうきょういくだいがく いわみざわこう サッカーぶ、英語: Hokkaido University of Education Iwamizawa Campus Football Club）は、北海道岩見沢市に本拠地を置く北海道教育大学岩見沢校のサッカー部。北海道教育大学岩見沢校の通称でもある「岩教大」でも呼ばれる。

## 概要
1951年（昭和26年）に、前身の北海道学芸大学札幌分校岩見沢分教場のサッカー部として創設された、創部70年を超えるサッカー部である。2006年の課程再編に合わせて「スポーツ教育課程」（現・教育学部芸術・スポーツ文化学科）が創設され有力選手を集めやすくなったこともあり、北海道学生サッカー連盟の道内リーグでは札幌大学との2強状態となっている。
総監督は教育学部芸術・スポーツ文化専攻スポーツコーチング科学コース教授で元サッカー審判員の越山賢一、監督は同専攻准教授の安部久貴。

## 主な戦績
- 北海道学生サッカーリーグ：優勝7回
- 全日本大学サッカー選手権大会：10回出場
- 総理大臣杯全日本大学サッカートーナメント：9回出場
- 天皇杯 JFA 全日本サッカー選手権大会：5回出場（2011年、2013年、2016年、2018年、2019年）